# Mimeusemia javana
Mimeusemia javana är en fjärilsart som beskrevs av Rothschild. Mimeusemia javana ingår i släktet Mimeusemia och familjen nattflyn. Inga underarter finns listade i Catalogue of Life.